# بوفورد تي. أندرسون
بوفورد تي. أندرسون هو سياسي أمريكي، ولد في 6 يوليو 1922 في إيغل في الولايات المتحدة، وتوفي في 7 نوفمبر 1996 في ساليناس في الولايات المتحدة. انتخب mayor of a place in California ‏.